# Ярове (Половинський округ)
Ярове́ (рос. Яровое) — село у складі Половинського округу Курганської області, Росія.
Населення — 327 осіб (2010, 494 у 2002).
Національний склад станом на 2002 рік:
- росіяни — 78 %